# Hi! PARIS
Hi! PARIS egy párizsi székhelyű szervezet, amely az oktatást, a kutatást és az innovációt támogatja a mesterséges intelligencia (AI) és az adatelemzés területén. A Hi! PARIS munkája felöleli a mesterséges intelligencia biztonságával és a mesterséges intelligencia etikájával kapcsolatos kutatásokat, az érdekképviseletet, valamint a mesterséges intelligencia biztonsággal kapcsolatos kutatási területének bővítéséhez nyújtott támogatást.
2020-ban hozta létre a HEC Paris és a Institut polytechnique de Paris. 2021 júliusában INRIA (Institut national de recherche en informatique et en automatique) partnerré vált.

## Kutatás
A központ főként két témára összpontosít: AI & Data for business és AI & Data a társadalom számára. A kutatási tevékenységeket olyan vállalatok támogatják, mint a Schneider Electric.

## Tevékenységek
A kutatási tevékenység mellett a központ nyári iskolát és hackathont is szervez.